# Calintla
Calintla är en ort i Mexiko.   Den ligger i kommunen San Bartolo Tutotepec och delstaten Hidalgo, i den sydöstra delen av landet, 140 km nordost om huvudstaden Mexico City. Calintla ligger 909 meter över havet och antalet invånare är 432.
Terrängen runt Calintla är kuperad västerut, men österut är den bergig. Calintla ligger nere i en dal. Runt Calintla är det ganska tätbefolkat, med 149 invånare per kvadratkilometer. Närmaste större samhälle är San Bartolo Tutotepec, 1,5 km nordost om Calintla. Omgivningarna runt Calintla är en mosaik av jordbruksmark och naturlig växtlighet.